# Khủng hoảng tín dụng Hoa Kỳ
Cuộc khủng hoảng tín dụng Hoa Kỳ (tiếng Anh: Savings and loan crisis) là sự sụp đổ hàng loạt của các quỹ tín dụng ở Hoa Kỳ trong nửa cuối thập niên 1980.
Những quỹ tín dụng ở Hoa Kỳ (savings and loan association) ra đời từ thế kỷ 19. Các quỹ này chủ yếu cung cấp dịch vụ tín dụng cho các cộng đồng dân cư. Họ nhận tiền gửi tiết kiệm của người dân và đem tiền đó cho vay thế chấp. Mức lãi suất tiết kiệm danh nghĩa thường thấp, chẳng hạn chỉ 3% vào thập niên 1970, nhưng những khoản tiết kiệm này được chính phủ liên bang bảo lãnh. Còn khi cho vay, các quỹ tín dụng có thể cho vay thế chấp với kỳ hạn tới 30 năm và lãi suất có thể cao gấp đôi mức họ trả cho người gửi. Các chương trình tiết kiệm và cho vay như vậy được chính quyền Carter và Reagan khuyến khích nhằm cung cấp tài chính cho xây dựng các khu ngoại ô. Chính phủ đã nâng mức bảo hiểm tiền gửi từ 40 ngàn dollar lên 100 ngàn dollar cho mỗi tài khoản và nới lỏng các quy định về đối tượng cho vay. Nhưng các nhà kinh doanh quỹ tín dụng đã lợi dụng sự bảo lãnh của chính phủ để đầu tư tài chính vào các dự án bất động sản như những khu mua sắm, khu vui chơi, khu liên hợp, du thuyền, sân golf, các tòa nhà văn phòng. Năm 1987, Hoa Kỳ có 3.600 quỹ tín dụng và các quỹ này có tài sản lên đến 1.500 tỷ dollar Mỹ.
Khi Paul Volcker lên làm Chủ tịch Hội đồng thống đốc của Cục Dự trữ Liên bang Hoa Kỳ, ông đã tiến hành một chương trình chống lạm phát tích cực thông qua nhiều biện pháp trong đó có liên tục nâng lãi suất ngắn hạn. Các quỹ tín dụng buộc phải nâng mức lãi suất huy động danh nghĩa (là thứ lãi suất ngắn hạn) lên cao. Trong khi đó, lãi suất cho vay (dài hạn) đối với các khoản tín dụng đã đầu tư trước đó vẫn phải giữ ở mức thấp như thỏa thuận. Hậu quả là tới năm 1989, đa số các quỹ này đều mất khả năng trả nợ. Có tới 747 quỹ tín dụng đã bị phá sản. Tổng số thiệt hại lên tới 160 tỷ dollar. Sự đổ vỡ hàng loạt của các quỹ tín dụng đã góp phần gây ra cuộc suy thoái kinh tế thập niên 1990.
Để khắc phục khủng hoảng, Quốc hội Hoa Kỳ đã thành lập Resolution Trust Corporation vào năm 1989. Đến giữa năm 1995, công ty này đã thanh lý tài sản của 747 quỹ tín dụng bị phá sản và thu về 394 tỷ dollar. Ngân sách nhà nước cũng bỏ thêm ra 87 tỷ dollar để giải quyết các khoản nợ.